# Асаулюк Марина Олегівна
Марина Олегівна Асаулюк, до шлюбу Сингаївська (нар. 18 жовтня 1980, Київ) — українсько-американська модельєрка, стилістка та художниця-постановниця телевізійних шоу. Одружена, виховує двох дітей.

## Кар'єра
Раніше працювала під брендом Moafashion, що, зокрема, випускав щороку fashion-календарі, де демонстраторами одягу від Марини Асаулюк виступали зірки українського, російського та європейського шоу-бізнесу: Jamala, Kelly Joyce, Сєргій Лазарєв, Олександр Пономарьов, Кузьма Скрябін, Ольга Горбачова, Філіп Кіркоров, Lama, Даша Астаф'єва, Наталія Могилевська, Потап, Настя Каменських, Ані Лорак, Олена Гребенюк, Ассія Ахат, Loboda, Міка Ньютон, Лілія Подкопаєва, Микола Басков, Юрій Нікітін, Віктор Павлік, Анастасія Приходько, Влад Яма, Ольга Сумська, Віктор Бронюк, Тіна Кароль, Альбіна Джанабаєва, Остап Ступка, Олег Лісогор та Тимур Родрігез.
У 2006 році оперна діва Ольга Гребенюк у сукні від Марини Асаулюк перемагає в конкурсі «Євровідео гран-прі-2006» (англ. Eurovideo Grand Prix 2006), фінал якого проходив у Тирані.
У 2007 році у прямому ефірі одного з провідних телеканалів представила одразу три свої колекції у рамках власноруч організованого заходу KYIV MOA KYIV, що були присвячені 1525-річчю Києва, у якому Марина Асаулюк народилася.
У 2009 році популярний на той час дівочий гурт Real O присвятив Марині Асаулюк своє музичне відео «Платье».
Авторка сукні, зробленою нею власноруч цілком із кількох тисяч колосків пшениці. У цій сукні Ганна Пославська, третя віце-міс Всесвіт, представляла Україну на конкурсі Міс Всесвіт 2010.
Авторка відомої прозорої маленької чорної сукні для Дарії Астафьєвої на ювілейній 55-й вечірці Playboy.
2011 року випустила колекцію «Українцем бути модно», у якій активно використовує елементи українського фолку, народної творчості та спеціально розроблену графіку козаків від художника Олексія Чебикіна. Футболки від Марини Асаулюк із зображеннями козаків стали хітом сезону в Україні, а піратські копії й досі активно продаються на Андріївському узвозі та речових ринках України.
З 2012 по 2016 роки співпрацює зі своїм чоловіком, телевізійним продюсером Олександром Асаулюком, як головна художниця-постановниця на численних шоу. Зокрема на шоу Tuzik & Barbos.
З кінця 2015 року відновлює діяльність як модельєрка під власним брендом «ASAULIUK».
У 2017 році Марину Асаулюк було знову обрано для створення Національного костюму для конкурсу «Міс Всесвіт 2017» у Лас-Вегасі, США. Спеціально для цієї події вона створила сукню Свята Софія на честь найдавнішої української християнської святині Софійського собору у Києві. Дизайн костюму було розроблено у Каліфорнії, США, а виробництво проводилося в Україні. Бюджет сукні перевищив 10 тисяч доларів США. Більше 20 майстрів були залучені до виготовлення сукні. Українська вишивка була виконана з кристалами Swarovski та стеклярусом. Заслуженим художником України Віктором Семеняком для сукні було написано картину Свята Софія Київська, яку потім було перенесено на сукню.